# Severino Poletto
Severino Poletto (18 tháng 3 năm 1933 – 17 tháng 12 năm 2022) là một Hồng y người Italia của Giáo hội Công giáo Rôma. Ông hiện đảm nhận vai trò Hồng y Đẳng Linh mục Nhà thờ S. Giuseppe in Via Trionfale. Ông từng đảm nhận vai trò Tổng giám mục đô thành Tổng giáo phận Torino trong suốt 11 năm, từ năm 1999 đến năm 2010.
Vốn là một giáo sĩ trong vai trò lãnh đạo giáo hội địa phương, ông từng đảm trách nhiều vai trò khác nhau trước khi tiến đến trở thành Tổng giám mục đô thành Torino, như: giám mục phó Giáo phận Fossano (1980), giám mục chính tòa Giáo phận Fossano (1980–1989), giám mục chính tòa Giáo phận Asti (1989–1999). Ông được vinh thăng Hồng y ngày 21 tháng 2 năm 2001, bởi Giáo hoàng Gioan Phaolô II.

## Tiểu sử
Hồng y Severino Poletto sinh ngày 18 tháng 3 năm 1933 tại Salgareda, Giáo phận Treviso, Italia. Sau quá trình tu học dài hạn tại các cơ sở chủng viện theo quy định của Giáo luật, ngày 29 tháng 6 năm 1957 tại Casale Monferrato, Giáo phận Casale Monferrato, Phó tế Poletto, 24 tuổi, tiến đến việc được truyền chức linh mục. Cử hành nghi thức truyền chức cho tân linh mục là giám mục Giuseppe Angrisani, giám mục chính Giáo phận Casale Monferrato. Tân linh mục đồng thời là thành viên linh mục đoàn Giáo phận Casale Monferrato.
Sau 23 năm thi hành các công việc mục vụ với thẩm quyền và cương vị của một linh mục, ngày 3 tháng 4 năm 1980, Tòa Thánh loan tin Giáo hoàng đã quyết định tuyển chọn linh mục Severino Poletto, 47 tuổi, gia nhập Giám mục đoàn Công giáo Hoàn vũ, với vị trí được bổ nhiệm là giám mục phó Giáo phận Fossano. Lễ tấn phong cho vị giám mục tân cử được tổ chức sau đó vào ngày 17 tháng 5 cùng năm, với phần nghi thức chính yếu được cử hành cách trọng thể bởi 3 giáo sĩ cấp cao, gồm chủ phong là Hồng y Anastasio Alberto Ballestrero, O.C.D., Tổng giám mục đô thành Tổng giáo phận Torino; hai vị giáo sĩ còn lại, với vai trò phụ phong, gồm có giám mục Carlo Cavalla, giám mục chính tòa Giáo phận Casale Monferrato và Tổng giám mục Giovanni Francesco Dadone, giám mục chính tòa Giáo phận Fossano. Tân giám mục chọn cho mình khẩu hiệu: IN SEQUELA CHRISTI. Hơn 1 tháng sau khi được truyền chức, ông chính thức nhận chức vụ mới của mình, vào ngày 22 tháng 6.
Chỉ vài tháng sau khi chính thức nhận chức giám mục Phó, Tổng giám mục Giovanni Francesco Dadone, giám mục chính tòa Fossano qua đời, ông chính thức kế vị vị trí Giám mục chính tòa Giáo phận Fossano. Việc kế vị được diễn ra vào ngày 29 tháng 8 năm 1980. Sau gần 10 năm làm giám mục chính tòa Fossano, Tòa Thánh quyết định thuyên chuyển giám mục Poletto đến nhiệm sở mới, cụ thể là Giáo phận Asti, với vị trí đảm trách tương đương giáo phận cũ, giám mục chính tòa. Thông báo bổ nhiệm chức danh này được Tòa Thánh công bố chính thức vào ngày 16 tháng 3 năm 1989. Tân giám mục Asti đã cử hành các nghi thức nhậm chức chính thức vào ngày 11 tháng 6 cùng năm.
Sau giai đoạn 10 năm đảm trách vị trí tại Asti, Giám mục Poletto được Tòa Thánh thăng Tổng giám mục, qua việc bổ nhiệm giám mục này làm Tổng giám mục đô thành Tổng giáo phận Torino. Thông báo về việc bổ nhiệm này được công bố cách rộng rãi vào ngày 19 tháng 6 năm 1999. Tân Tổng giám mục đã đến cử hành các nghi thức nhận giáo phận sau đó vào ngày 5 tháng 9 cùng năm.
Bằng việc tổ chức công nghị Hồng y năm 2001 được cử hành chính thức vào ngày 21 tháng 2, Giáo hoàng Gioan Phaolô II đưa ra quyết định vinh thăng Tổng giám mục Severino Poletto tước vị danh dự của Giáo hội Công giáo, Hồng y. Tân Hồng y thuộc Đẳng Hồng y Linh mục và Nhà thờ Hiệu tòa được chỉ định là Nhà thờ S. Giuseppe in Via Trionfale. Tân Hồng y đã cử hành các nghi thức nhận nhà thờ hiệu tòa của mình vào ngày 19 tháng 3 cùng năm.
Ngày 11 tháng 10 năm 2010, Tòa Thánh chấp thuận đơn hồi hưu của ông, vì lý do tuổi tác, theo Giáo luật. Ông qua đời vào ngày 17 tháng 12 năm 2022, thọ 89 tuổi.